# La Ferté-Hauterive
La Ferté-Hauterive ist eine französische Gemeinde mit 260 Einwohnern (Stand: 1. Januar 2022) im Département Allier in der Region Auvergne-Rhône-Alpes. Sie gehört zum Arrondissement Vichy und ist Mitglied im Gemeindeverband Communauté de communes Saint-Pourçain Sioule Limagne. Die Bewohner werden Fertéens und Fertéennes genannt.

## Geographie
La Ferté-Hauterive liegt etwa 20 Kilometer südlich von Moulins am Allier und dem Flüsschen Moulin.

### Nachbargemeinden
Umgeben ist La Ferté-Hauterive von den Nachbargemeinden Bessay-sur-Allier im Norden und Nordosten, Saint-Gérand-de-Vaux im Osten, Saint-Loup im Süden und Südosten, Contigny im Süden und Südwesten, Monétay-sur-Allier im Westen und Südwesten sowie Châtel-de-Neuvre im Westen und Nordwesten.

## Bevölkerungsentwicklung
| Jahr      | 1962 | 1968 | 1975 | 1982 | 1990 | 1999 | 2006 | 2011 | 2018 |
| Einwohner | 434  | 415  | 338  | 355  | 273  | 285  | 270  | 296  | 288  |

## Sehenswürdigkeiten
- Kirche Saint-Pierre aus dem 18. Jahrhundert
- Priorat mit Donjon, seit 1986 Monument historique
- Schloss Les Écherolles

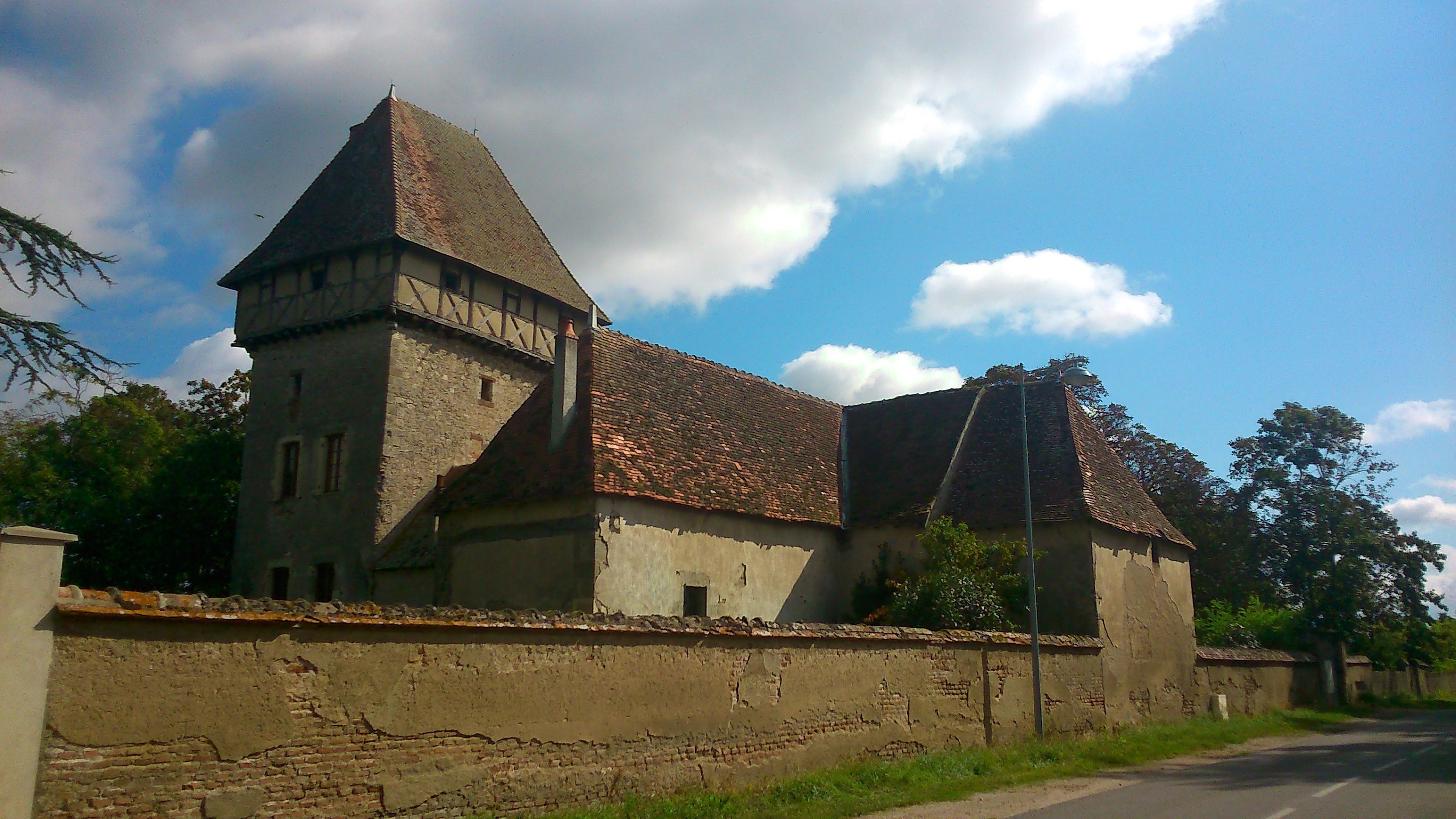
Priorat
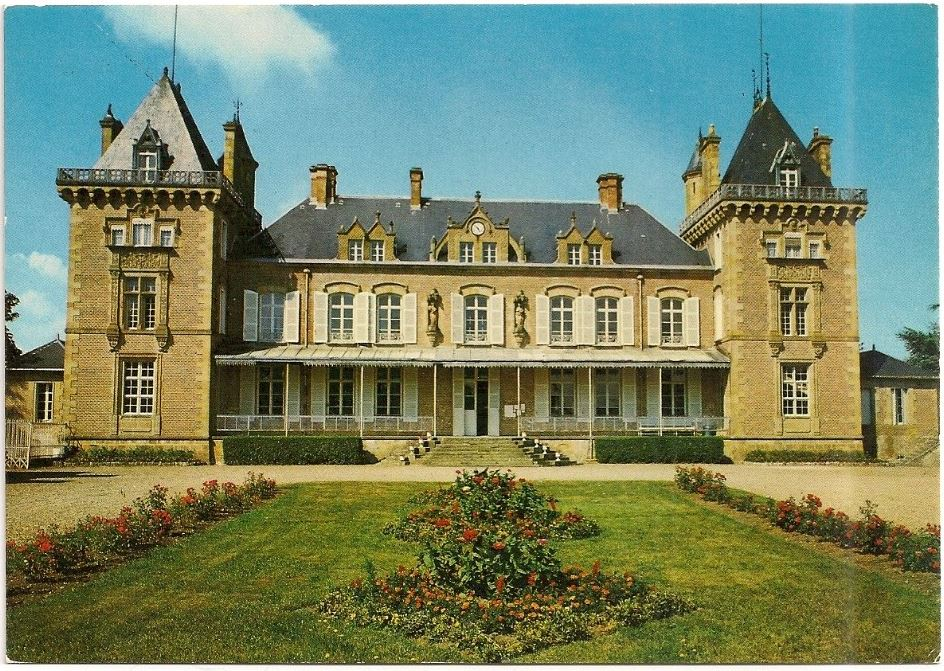
Schloss Les Écherolles

## Wirtschaft und Infrastruktur
Im Osten wird die Gemeinde La Ferté-Hauterive von der Route nationale 7 begrenzt.
Die Gemeinde besaß einen Bahnhof an der Bahnstrecke Moret-Veneux-les-Sablons–Lyon-Perrache.